# Corvus sinaloae
Gralha-sinaloense (Corvus sinaloae) é uma ave da família Corvidae (corvos).

## Características
- Comprimento: 34 – 38 cm